# John Cazale
John Holland Cazale, född 12 augusti 1935 i Revere i Massachusetts, död 12 mars 1978 i New York i New York, var en italienskättad amerikansk skådespelare.
John Cazales far- och morföräldrar kom från Sicilien och emigrerade till USA på 1890-talet. Han studerade drama vid Oberlin College och Boston University. Som tonåring blev han mycket god vän med Al Pacino.
John Cazale var länge vid teatern innan han kom till filmen. Samtliga långfilmer han medverkade i nominerades till Oscar för bästa film, vilket gör honom unik. Cazales mest kända roll är som mellanbrodern Fredo Corleone i Gudfadern och Gudfadern II. Tillsammans med Al Pacino medverkade han även i En satans eftermiddag, där han spelar en av två rånare som fastnar i en bank. Cazale var svårt sjukt i lungcancer men medverkade trots det i inspelningen av Deer Hunter. Då Cazale inte kunde försäkras på grund av sin sjukdom, gick Robert De Niro i god för hans medverkan med privata pengar. John Cazale dog av lungcancer före Deer Hunters premiär. Cazale var 1976–78 förlovad med Meryl Streep.

## Filmografi (komplett)
| År   | Titel                                 | Roll               | Kommentar                  |
| ---- | ------------------------------------- | ------------------ | -------------------------- |
| 1962 | The American Way                      | Beatnik            | Kortfilm                   |
| 1968 | N.Y.P.D.                              | Tom Andrews        | Avsnittet "The Peep Freak" |
| 1972 | Gudfadern                             | Fredo Corleone     |                            |
| 1974 | Avlyssningen                          | Stan               |                            |
| 1974 | Gudfadern del II                      | Fredo Corleone     |                            |
| 1975 | En satans eftermiddag                 | Salvatore Naturale |                            |
| 1977 | The Godfather: A Novel for Television | Fredo Corleone     | Miniserie                  |
| 1978 | Deer Hunter                           | Stanley            |                            |